# 바인나웅

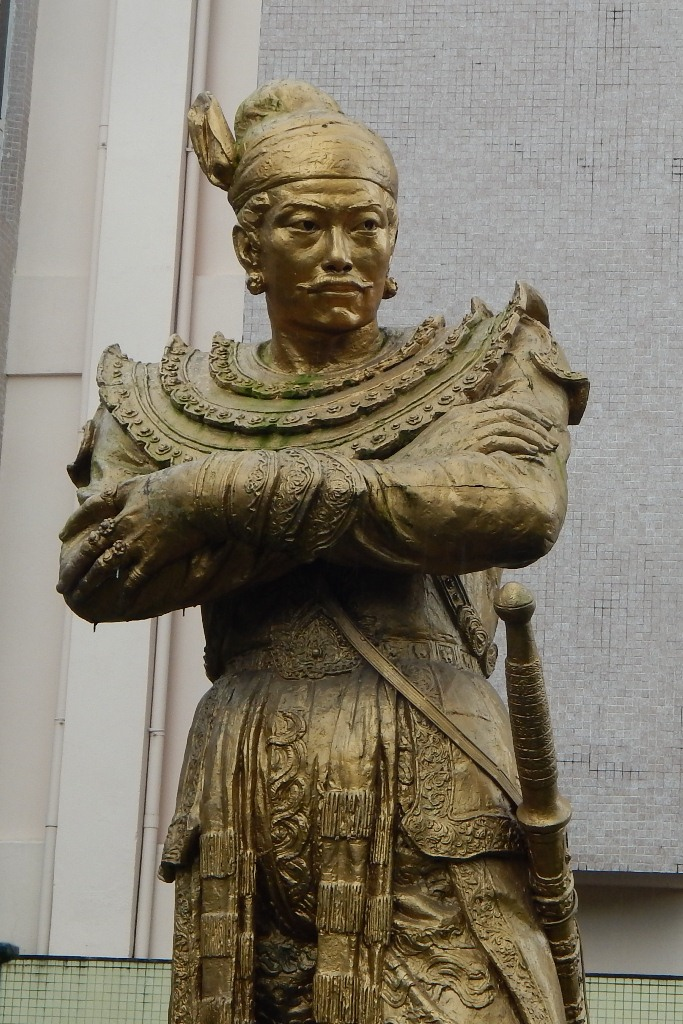
바인나웅

바인나웅 혹은 브인나웅(버마어: ဘုရင့်နောင်, 브잉넝; 1516년 - 1581년, 재위 1550년 - 1581년)은 따웅우 왕조의 제5대 국왕으로, 활발한 정복 사업을 펼친 군주이며, 강력한 일원적 통합 정책을 펼친 법치의 군주이고, 계관시인을 둔 문화 군주이기도 했다. 전 왕인 떠빈슈웨티의 의형이며, 떠빈슈웨티의 여동생과 결혼하여 '왕의 형'이라는 뜻인 '버인나웅'으로 불리게 되었다. 1581년 66세의 나이로 97명의 자녀를 두고 사망하였다. 이 왕의 집권기에 따웅우 왕조 버마는 버고로 천도하였다.

## 떠빈슈웨티의 죽음과 혼란기
버마를 통일했던 떠빈슈웨티의 치세 말기에는 스밈 토라는 버고 왕실의 후예가 버고 왕손들을 규합하여 반란을 일으켰는데, 바인나웅이 이 반란을 진압하기 위해 다곤에 있던 차에 떠빈슈웨티가 사망하였다. 그러자 혼란한 정국 속에서 버고, 삐는 반란을 일으켰다. 바인나웅은 일단 곧바로 휘하 군사를 이끌고 도성인 따웅우 성으로 향해 이를 접수하고 따웅우 왕조의 새로운 왕위에 올랐다.

## 정국 안정
바인나웅은 즉위 후 우선 따웅우에서 가까운 반란세력인 삐를 공격했는데, 삐의 왕은 바인나웅의 진격 소식을 듣자 도주했으나 붙잡혀 처형되었다. 다음으로 그 사이 버고의 왕위에 오른 스밈 토를 공격하였다. 스밈 토는 처음에 바인나웅을 업신여겨 일기토를 제의했으나, 곧 이를 수락한 바인나웅의 기세에 질려 도주하다 붙잡혀 죽었다. 이로써 다시 삐와 버고는 따웅우 왕조의 지배 아래로 편입되었다.

## 정복 군주
바인나웅은 국내의 반란을 진압하고 왕국을 안정시킨 데 머무르지 않고 더욱 광범위한 정복 사업을 펼쳤다. 그는 먼저 잉와를 복속시키고 샨족을 버마의 지배 하에 두었다. 1558년에는 타이 북부 치앙마이의 란나 왕국을 점령하여 이 지역도 통치하게 되었다. 란나의 왕은 바인나웅의 정복 후 따웅우의 일개 영주로 강등되었다. 란나 왕국은 원래 타이계 국가로 버마족과는 이질적이었는데, 바인나웅은 이 지역을 정복한 후 불경의 사본과 승려들을 보내고 불교 건축물들을 세워 고급 불교 문화를 활발히 전파했다. 치앙마이에서 다수의 장인과 기술자들을 버마로 데리고 와 버고에 정착해 살도록 하기도 했다.
따웅우 왕조가 란나 왕국을 관할 하에 두었다는 정보가 주변으로 퍼지자 버마-중국 접경지대의 샨족들은 자발적으로 바인나웅에게 항복해 왔고, 윈난의 일부 족장들도 버마의 영향력을 인정하고 동맹을 맺었다. 또한 접경한 인도계 지역인 마니푸르의 군주들도 따웅우 왕조에 조공을 보내게 되었다.
바인나웅은 기세를 몰아 끊임없는 팽창 정책을 펼쳐, 1559년에 이르자 현재의 미얀마 영토 대부분과 인도의 마니푸르, 현 라오스 지역인 란쌍 왕국의 수도 비엔티안까지 점령하게 되었다. 또 1563년부터는 남부 타이의 아유타야 왕조에 대한 본격적인 공격에 들어가 타이족 지역인 깜팽펫과 수코타이를 점령하고 1564년에는 마침내 수도 아유타야를 점령하여 결국 아유타야 왕국 전역을 버마의 속령으로 만들었다. 바인나웅의 군대는 아유타야 왕 및 대신들의 가솔들을 포함한 3천여 명의 포로를 데리고 아유타야의 소유였던 30여 개의 대형 청동 부처상 및 다량의 금은보화 등의 전리품을 얻어 버마 본토로 개선하였다.
남북 타이의 정복에도 만족하지 못한 바인나웅은 이후에도 계속해서 끊임없이 주변을 공격했다. 심지어 1581년 66세의 나이로 숨을 거두는 순간까지도 라카인의 정복을 위해 군대의 이동을 명령했을 정도였다.

## 법치의 군주
바인나웅은 활발한 정복 사업으로 거대해진 국토 내의 모든 종족에게 하나의 통일된 법, 문자(버마 문자), 도량형을 사용하게 하여 따웅우의 신민으로서의 일체감을 갖도록 하였다. 이를 위해서는 법전이 필요해 법전의 집필을 명하였고, 명을 받은 12인 승려 위원회에서는 마침내 버마 법전 요설을 만들었다. 이 외에도 다수의 법률가들이 활동하여 버마 및 피정복 지역의 관습법을 한데 묶어 정리하기도 했다. 또 여러 부문에서 강력한 법적 통제를 행하였는데, 대표적으로 산 짐승들을 무단으로 도살하는 행위에 대해 칙령을 내려 엄격히 통제한 일을 들 수 있다.
그러나 이렇게 강력한 통제조차도 그가 점령한 과도하게 많은 영토를 통합하기에는 역부족이었다. 바인나웅의 철권에 의해 그나마 유지되던 정복지의 치안은 그의 사후 급격히 나빠져 대대적인 반란이 발생하였다. 뒤를 이은 난다버인은 나름대로 통합 정책을 구사하며 반란지를 재정복하려 하였으나 능력 부족으로 실패하고 하부 버마와 란쌍 왕국의 지배권을 잃었으며, 속령이었던 아유타야의 나레수안 대왕에게도 대패하여 남북 타이의 지배권을 잃었다.

## 백성들의 원성
바인나웅은 잦은 정복 사업으로 인해 버마에 상당한 인명 피해를 불러 일으켰다. 따웅우의 백성들은 하루가 멀다 하고 벌어지는 정복 전쟁 때문에 언제 징집되어 전선에 나갈 일이 생길지 몰라 불안에 떨어야 했으며, 농사를 지을 장정들의 수도 크게 줄어 농토가 방치되어 황무지로 변하는 일도 잦았다. 이와 더불어 법치와 강력한 중앙의 일원적 통제를 강조하는 엄한 면모로 백성들의 심적 지지도 얻지 못하였다. 이에 바인나웅의 시대에는 백성들의 원성이 자자하였다.

## 같이 보기
- 떠빈슈웨티
- 난다버인
- 나레수안 대왕

## 참고 문헌
- 김성원, 《미얀마 왕조사》, 부산외국어대학교 출판부, 2001, 166~174쪽.